# Hybocoptus corrugis
Hybocoptus corrugis là một loài nhện trong họ Linyphiidae.
Loài này thuộc chi Hybocoptus. Hybocoptus corrugis được Octavius Pickard-Cambridge miêu tả năm 1875.